# Piotr Woźnicki (trener)
Piotr Woźnicki (ur. 1975 w Krakowie) – polski zawodnik i trener pływania, członek zarządu klubu UKP Unia Oświęcim, trener-asystent kadry olimpijskiej.

## Życiorys
Uprawiał pływanie pod okiem swojego ojca, trenera Kazimierza Woźnickiego. Jego największym sukcesem jako zawodnika były udziały w mistrzostwach Polski juniorów i seniorów w latach 1990–93. Ukończył fizjoterapię na Akademii Wychowania Fizycznego w Krakowie. Był nauczycielem-trenerem w szkole mistrzostwa sportowego w Oświęcimiu, w klubie Dwory Unia. 
Ostatnio związany z UKP Unia, a od 2003 powołany na stanowisko trenera-asystenta kadry olimpijskiej pływaków. Wraz z Markiem Dorywalskim wyszkolił kilkunastu medalistów mistrzostw Polski w kategoriach juniorów i seniorów, m.in. Pawła Korzeniowskiego, Sławomira Wolniaka, Marcina Unolda, Tomasza Gaszyka. Uczestniczył w igrzyskach olimpijskich w 2004 w Atenach. 
Obecnie wspólnie z Pawłem Słomińskim, głównym trenerem reprezentacji, prowadzi kadrę polskich pływaków.